# ルー物語

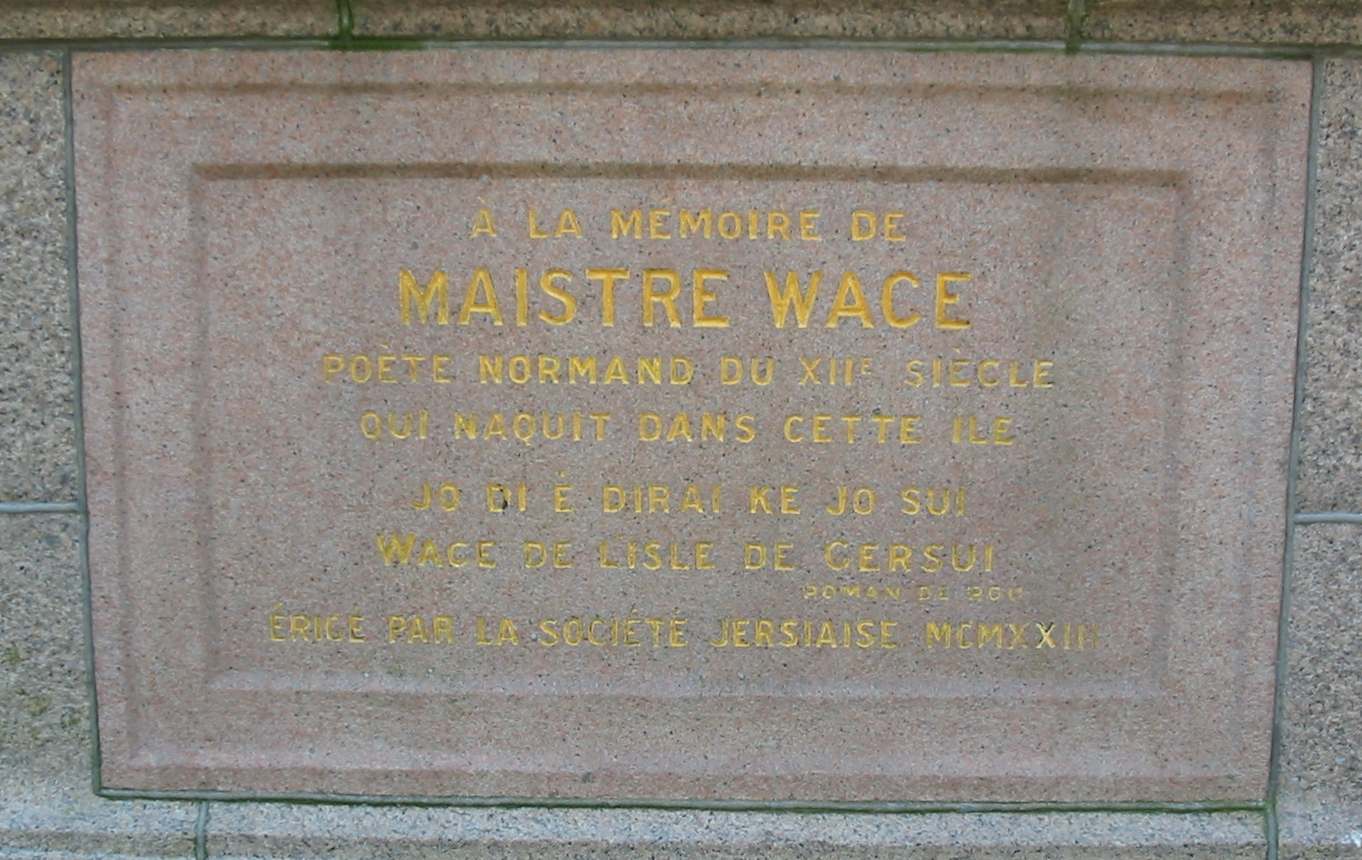
セント・ヘリアにあるこの記念碑の引用は、ウァースは『ルー物語』の読者に自分がジャージー島出身であることを知らせるもの。

『ルー物語』（ルーものがたり、Roman de Rou）は、ウァース（ワース）作の、ロロの時代から1106年のティンチェブライの戦い（Battle of Tinchebray）までのノルマンディー公国（Duchy of Normandy）の歴史を扱った、韻文で書かれた年代記。ノルマンディーの民族叙事詩である。

## 概要
イギリスの歴史を語った『ブリュ物語』の成功に続いて、ウァースはヘンリー2世から、ノルマン人の起源とノルマン・コンクエスト（イングランド征服）に関する類似の本を書くように依頼された。しかしウァースは書いている歴史がその当時に達する前に語るのをやめた。第3部の最後で読者に、王が同じ仕事をMaistre Beneeit（Benoît de Sainte-Maureと言われる）に委託したと書いている。
仕事に着手したのは1160年で、1170年代の中頃には最後の改訂を行ったと思われる。
『ルー物語』の構成は以下の通りである。
- 「Chronique Ascendante」として知られる、ノルマンディー公についての時代を遡る年代記で、315行。『ルー物語』の一部ではなく、ウァースによる別個の作品と考える研究者もいる。
- 「第二部」として知られるアレクサンドランで書かれた4425行。
- 「第三部」として知られる八音節行（Octosyllable）で書かれた11440行。

いくつかの版に含まれる「Le Romaunz de Rou et des dus de Normendie」として知られる750行は、初期の草稿の中にあるもので、最終的な編集で捨てられたか改訂されたものである。
ウァースはノルマンディー公国の歴史に関して以下の文献を利用した。
- Gesta Normannorum Ducum
- De moribus et actis primorum Normanniae ducum（Dudo of Saint-Quentin作）
- Gesta Guillelmi（William of Poitiers作）
- 『歴代イングランド王の事績』（マームズベリのウィリアム作）
- Brevis relatio de Guillelmo nobilissimo comtie Normannorum
- ウァースの父親、ウァース自身が見知った情報を含む口承。